# Stizus fasciatus
Stizus fasciatus (лат.) — вид песочных ос из подсемейства Bembicinae (триба Stizini). Россия (Оренбургская обл.), Франция, Испания, Италия, Хорватия, Черногория, Сербия, Греция, Румыния, Болгария, Кипр, Украина, Турция, Израиль, Казахстан, Узбекистан, Туркменистан, Таджикистан, Иран, Монголия, Китай (Сычуань), Марокко, Алжир, Египет. Длина тела 16—24 мм. Тергиты брюшка с прерванными жёлтыми перевязями. Усики самок 12-члениковые (у самцов состоят из 13 сегментов). Внутренние края глаз субпараллельные (без выемки). Брюшко сидячее (первый стернит брюшка полностью находится под тергитом). В переднем крыле три кубитальные ячейки. Гнездятся в земле.